# گروسنرود
گروسنرود (به آلمانی: Großenrode) یک منطقهٔ مسکونی در آلمان است که در مرینگن واقع شده‌است.